# 本斋回族乡
本斋回族乡，是中华人民共和国河北省沧州市献县下辖的一个乡镇级行政单位。

## 行政区划
本斋回族乡下辖以下地区：
本斋东村、本斋西村、沙洼村、小汪村、前营村、中营村、后营村、邓庄村、孟各庄村、坡城村和黄芦铺村。